# Себастіан Брант
Себастіан Брант (Sebastian Brant ; 1457 (або 1458), Страсбург — 10 травня 1521, Страсбург) — німецький письменник-гуманіст. Автор публіцистичних і поетичних творів, найвідомішим з яких є віршована сатирична поема «Корабель дурнів» (нім. Das Narrenschiff, 1494). У ній автор виступає на захист народу, викриває зрадництво й самоуправство князів, лицарський розбій, розпусту духівництва, владу «пана Пфеніґа».

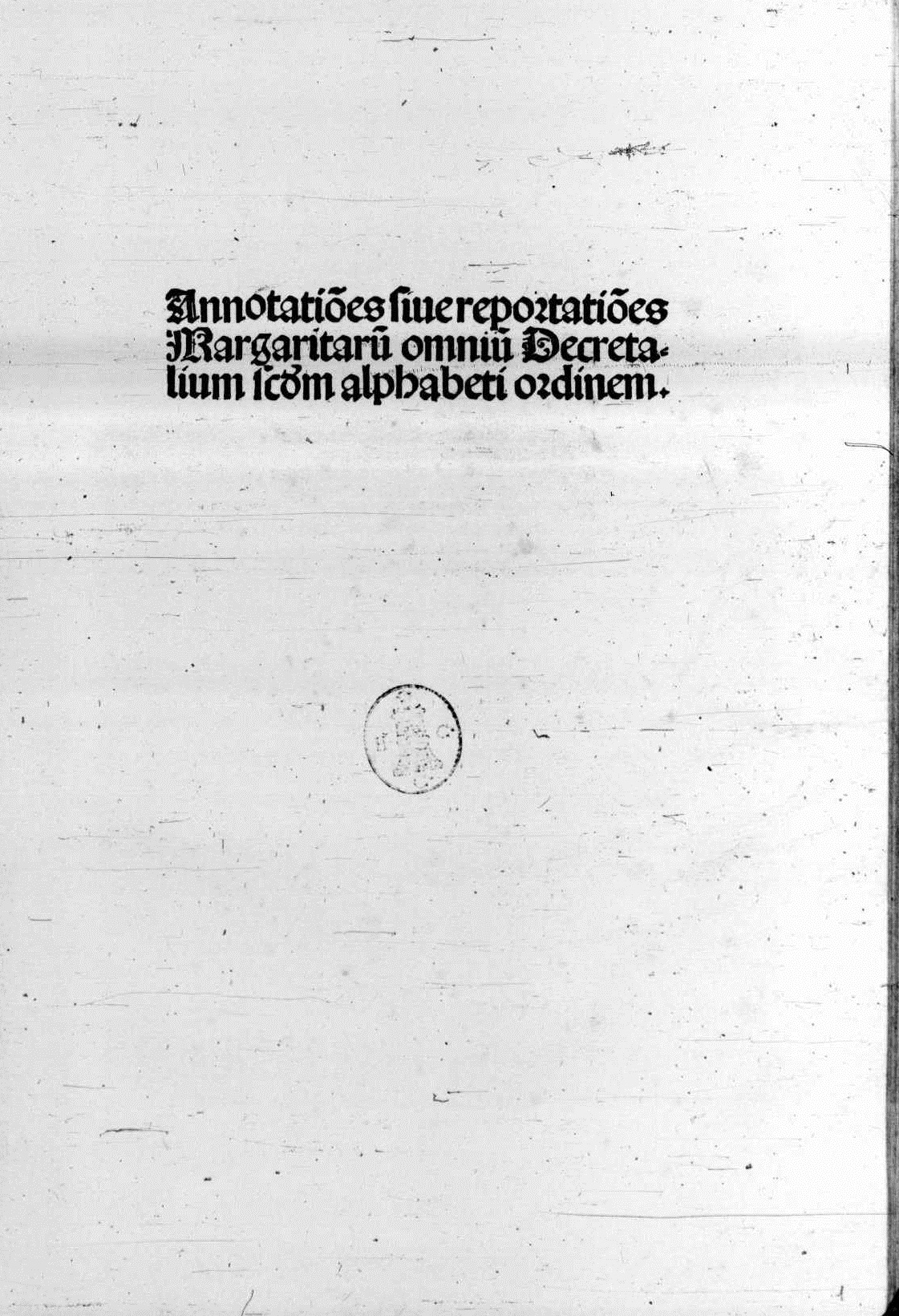
Margarita Decretalium, 1496

## Біографія
Вивчав юриспруденцію і класичну літературу в Базелі, у 1484 році отримав право викладання, а в 1489 році — звання доктора обох прав (світського і церковного). Імператор Максиміліан дарував йому титул пфальцграфа і звання радника. 1513 року Брант переміг у диспуті з францисканським монахом Віґандом Віртом про догмат безсім'яного зачаття.

## Корабель дурнів
Основна стаття: Корабель дурнів (поема)
Своєю популярністю Брант зобов'язаний не численним латинським віршам, а великій сатиричій поемі «Корабель дурнів», в якій дуже зло і влучно висміює пороки і дурість своїх сучасників. У передмові до книги автор визначив своє завдання — підтримувати мудрість і доброчесність, викорінювати глупоту й забобони в ім'я виправлення людського роду. Тут же він з'ясовує і свій творчий задум. Стривожений тим, що світ занурений в темряву і заполонений дурнями, автор вирішив усіх їх посадити на кораблі й відправити в країну глупоти — Наррагонію. Книга Бранта пройнята бажанням змінити життя німецького суспільства, зробити його гідним людини, сповнена передчуття грізних подій. «Безугавний ураган жене у море rope-флот», бурхливі хвилі то підіймають кораблі до високих хмар, то кидають їх у морські глибини.
Ця книга довгий час була надзвичайно популярною серед народу завдяки здоровому глузду, прямоті та дотепності, а також знанню Біблії (в тому числі Притч), життя і людей, якими вона пройнята. Поема багато разів видавалася і перероблялася і була переведена не тільки на латинську, але і на більшість європейських мов.